# Michaś Łyńkow
Michaś Łyńkow (Łyńkou), właśc. Michaił Cichanawicz (ur. 30 listopada 1899, zm. 21 września 1975 w Mińsku) – białoruski pisarz.

## Twórczość
Od 1936 roku był członkiem Akademii Nauk Białoruskiej SRR. W latach 1933–41 był redaktorem naczelnym gazety „Połymia rewalucyi”.
Zajmował się prozą liryczno-romantyczną (zbiór nowel Wasilki 1942). Pisał o tematyce wojenno-partyzanckiej (powieść Niezapomniane dni, tomy 1–4 1948–58, wydanie polskie skrócone 1956) oraz szkice i artykuły krytycznoliterackie, a także utwory dla dzieci.

## Literatura
- M. Łyńkow, Niezapomniane dni, Wydawnictwo Ministerstwa Obrony Narodowej[2]
- Michaś Łyńkow,Opowiadania,  Wydawnictwo "Książka i Wiedza", Warszawa 1951[3].

## Adaptacje filmowe
- 1956: Mały bohater